# Ryo Iida
Ryo Iida (飯田 涼 Iida Ryo?, nacido el 5 de noviembre de 1993 en Kanagawa) es un futbolista japonés que se desempeña como centrocampista.

## Trayectoria

### Clubes
| Club            | País  | Año         |
| --------------- | ----- | ----------- |
| Fagiano Okayama | Japón | 2012 - 2015 |
| SC Sagamihara   | Japón | 2015 - 2017 |

## Estadística de carrera

### J. League
| Club            | Año   | J. League | J. League | Copa J. League | Copa J. League | Total | Total |
| Club            | Año   | Part.     | Goles     | Part.          | Goles          | Part. | Goles |
| --------------- | ----- | --------- | --------- | -------------- | -------------- | ----- | ----- |
| Fagiano Okayama | 2012  | 0         | 0         | -              | -              | 0     | 0     |
| Fagiano Okayama | 2013  | 0         | 0         | -              | -              | 0     | 0     |
| Fagiano Okayama | 2014  | 0         | 0         | -              | -              | 0     | 0     |
| Fagiano Okayama | 2015  | 0         | 0         | -              | -              | 0     | 0     |
| SC Sagamihara   | 2015  | 19        | 3         | -              | -              | 19    | 3     |
| SC Sagamihara   | 2016  | 25        | 3         | -              | -              | 25    | 3     |
| SC Sagamihara   | 2017  | 8         | 0         | -              | -              | 8     | 0     |
| Total           | Total | 52        | 6         | 0              | 0              | 52    | 6     |